# Чемеринський Орест
Орест Чемеринський (псевдо: «Ярослав Оршан») (1910, Золочів — лютий 1942, урочище Бабин Яр, Київ) — український політик, публіцист, член ОУН й Проводу Українських Націоналістів, референт пропаганди, керівник Націоналістичної Пресової Служби в Берліні (1935—1940); учасник Похідних Груп ОУН (1941), співредактор «Українського Слова» у Києві (1941).
Після розколу ОУН, залишився на стороні Голови ПУН полковника А.Мельника.
Відповідно до українського законодавства може бути зарахований до борців за незалежність України у ХХ сторіччі

## Життєпис

Зліва 1-й ряд: Орест Чемеринський, Олена Теліга, Улас Самчук. 2-й ряд: Михайло Михалевич, Омелян Коваль, Юрій Русов. Львів, літо 1941 р.

Народився в 1910 в Золочеві на Львівщині.
В 1930-ті рр. учився у вищій школі в Берліні.
1935—1940— очолював «Українську пресову службу» в Берліні, співпрацював з «Українським Словом» в Парижі.
Член ОУН й ПУН, референт пропаганди, автор брошур, статей, розвідок.
За дорученням окремого штабу Проводу ОУН для справ Закарпаття влітку 1938 склав «Платформу Закарпаття», на підставі якої діяла Закордонна делегація Карпатської України.
Брав участь у ІІ-му Великому Зборі ОУН в Римі (серпень 1939).
Учасник Київської похідної групи ОУН, очолюваної О.Ольжичем. Був арештований німцями в 1941, випущений 24 грудня 1941, вдруге арештований 7 січня 1942, розстріляний разом із дружиною Дарією Гузар у Києві в Бабиному Ярі в лютому 1942.

збірка творів Я.Оршана, видана видавництвом «Орієнтир» у 2019 році

## Праці (під псевдонімом Я. Оршан)
- «Де стоїмо» (1937)
- «Доба націоналізму» (1938)
- «Закарпаття» (1938)
- «Der ukrainische politische Gedanke in den letzten hundert Jahren» (в «Ukr. Nationalismus», 1939).

У 2016 році Видавництво «Орієнтир» перевидало окремою брошурою статтю Оршана «Доба націоналізму».
У 2019 році те ж видавництві вперше вийшла друком збірка всіх україномовних творів Чемеринського. Книгу було презентовано на фестивалі «Young Flame», організованому Азовським Рухом у парку «Київська Русь»

## Вшанування пам'яті
З 2017 року в Києві існує вулиця Ореста Чемеринського.